# János Steinmetz
János Steinmetz (Budapest, 15 ottobre 1947 – Budapest, 9 maggio 2007) è stato un pallanuotista ungherese, vincitore di una medaglia di bronzo a Città del Messico 1968 e di un oro agli europei di Jönköping 1977. A livello continentale ha ottenuto anche un argento nel 1970. Con il Ferencvaros vinse tre campionati e otto coppe ungheresi, tre Coppe delle Coppe e due Supercoppe LEN.